# زلزال السنترو 1940
زلزال السنترو 1940 هو زلزالٌ وقعَ في كاليفورنيا في الولايات المتحدة بتاريخ 18 مايو 1940.